# Степаново (Демидовский район)
Степаново — деревня в Демидовском районе Смоленской области России. Входит в состав Шаповского сельского поселения. Население — 9 жителей (2007 год). 
Расположена в северо-западной части области в 21 км к северо-востоку от Демидова, в 26 км восточнее автодороги Р133 Смоленск — Невель, на берегу реки Гобза. В 59 км южнее деревни расположена железнодорожная станция Ракитная на линии Москва — Минск. 

## История
В годы Великой Отечественной войны деревня была оккупирована гитлеровскими войсками в июле 1941 года, освобождена в сентябре 1943 года.